# Kupa na Sŭvet·skata armiya 1975-1976
La Coppa dell'Esercito sovietico 1975-1976 è stata la 31ª edizione di questo trofeo, e la 36ª in generale di una coppa nazionale bulgara di calcio, terminata il 2 giugno 1976. Il Levski Sofia ha vinto il trofeo per la dodicesima volta.

## Primo turno
| Squadra 1               | Risultato       | Squadra 2          |
| ----------------------- | --------------- | ------------------ |
| Sasho Kosharevo         | 2 – 1           | Balkan Varvara     |
| Hebros                  | 1 – 3           | Stroitel Troyanovo |
| Orlin Pirdop            | 6 – 2           | Osogovo Bagrentsi  |
| Borislav Parvomay       | 2 – 0           | Levski Krumovgrad  |
| Vihren Sandanski        | 4 – 0           | Iskar              |
| Kolyo Sandev Veselinovo | 2 – 1           | Levski Konyovo     |
| Levski Omurtag          | 3 – 0           | Botev Novi Pazar   |
| Spartak Koynare         | 6 – 1           | Levski Karamanovo  |
| Balkanski Belogradchik  | 5 – 2           | Minjor Chiprovtsi  |
| Partizan Červen Brjag   | 2 – 1           | Lokomotiv Dryanovo |
| Chumerna Elena          | 0 – 0 (5-4 dtr) | Dorostol Silistra  |
| Čern. Balčik            | 2 – 1           | Devnya             |

## Secondo turno
| Squadra 1              | Risultato       | Squadra 2               |
| ---------------------- | --------------- | ----------------------- |
| Sasho Kosharevo        | 1 – 4           | Stroitel Troyanovo      |
| Vihar Zlatograd        | 0 – 4           | Orlin Pirdop            |
| Borislav Parvomay      | 0 – 1           | Lokomotiv Ruse          |
| Vihren Sandanski       | 1 – 0           | Kolyo Sandev Veselinovo |
| Botev Yoglav           | 3 – 0           | Levski Omurtag          |
| Balkanski Belogradchik | 4 – 2           | Partizan Červen Brjag   |
| Chumerna Elena         | 1 – 1 (6-5 dtr) | Čern. Balčik            |
| Spartak Koynare        | 8 – 1           | Ludogorec               |

## Trentaduesimi di finale
| Squadra 1              | Risultato        | Squadra 2            |
| ---------------------- | ---------------- | -------------------- |
| Levski-Spartak Sofia   | 6 – 1            | Lokomotiv Mezdra     |
| Spartak Koynare        | 1 – 3            | Dunav Ruse           |
| Balkanski Belogradchik | 2 – 4            | Bdin                 |
| Botev Yoglav           | 0 – 3            | Dobrudža             |
| FK Etăr                | 2 – 1            | Montana              |
| Botev Plovdiv          | 5 – 0            | FC Tryavna           |
| Benkovski Isperih      | 2 – 1            | Beloslav             |
| Asenovec               | 2 – 0            | Levski Lom           |
| Kom Berkovica          | 0 – 1            | Botev Vraca          |
| Trakia Stamboliyski    | 0 – 2            | Pavlikeni            |
| Lokomotiv Sofia        | 4 – 2            | Rozova Dolina        |
| Orlin Pirdop           | 1 – 1 (4-2 dtr)  | Chumerna Elena       |
| Svilengrad             | 1 – 2            | Sliven               |
| Marek Dupnica          | 3 – 1            | Balkan Botevgrad     |
| Vidima-Rakovski        | 5 – 1            | Chirpan              |
| Šumen                  | 3 – 1            | Čavdar Byala         |
| Tundzha Yambol         | 0 – 0 (5-4 dtr)  | Akademic Svištov     |
| Arda Kărdžali          | 7 – 3 (dts)      | Haskovo              |
| Slavia Sofia           | 4 – 0            | Spartak Pleven       |
| Lokomotiv Ruse         | 0 – 1            | Jantra Gabrovo       |
| Vihren Sandanski       | 3 – 0            | Nesebăr              |
| Hebăr Pazardžik        | 1 – 0            | Dimitrovgrad         |
| Spartak Varna          | 2 – 1            | Beroe                |
| Lokomotiv GO           | 3 – 1            | Levski Lyaskovets    |
| Akademik Sofia         | 2 – 2 (10-9 dtr) | Minjor Pernik        |
| Slivniški Geroj        | 6 – 3            | Belasica Petrič      |
| Liteks Loveč           | 1 – 3 (dts)      | Pirin Blagoevgrad    |
| Lokomotiv Plovdiv      | 2 – 1            | Marica Plovdiv       |
| Svetkavica             | 1 – 0            | Velbažd              |
| CSKA Sofia             | 4 – 0            | FK Černomorec Burgas |
| Rodopa Smoljan         | 1 – 2            | Levski Karlovo       |

## Sedicesimi di finale
| Squadra 1            | Risultato       | Squadra 2         |
| -------------------- | --------------- | ----------------- |
| 14 febbraio 1976     |                 |                   |
| Slavia Sofia         | 7 – 3           | Jantra Gabrovo    |
| Lokomotiv Sofia      | 1 – 0           | Sliven            |
| CSKA Sofia           | 3 – 0           | Levski Karlovo    |
| Levski-Spartak Sofia | 2 – 1           | FK Etăr           |
| Pirin Blagoevgrad    | 1 – 0           | Lokomotiv Plovdiv |
| Lokomotiv GO         | 0 – 1           | Akademik Sofia    |
| Dobrudža             | 1 – 0           | Spartak Varna     |
| Benkovski Isperih    | 1 – 0           | Asenovec          |
| Dunav Ruse           | 4 – 1           | Botev Plovdiv     |
| Botev Vraca          | 3 – 1           | Pavlikeni         |
| Vihren Sandanski     | 2 – 5           | Hebăr Pazardžik   |
| Vidima-Rakovski      | 0 – 1           | Šumen             |
| Tundzha Yambol       | 2 – 1           | Arda Kărdžali     |
| Slivniški Geroj      | 2 – 1           | Černo More Varna  |
| Bdin                 | 3 – 2           | Svetkavica        |
| Orlin Pirdop         | 0 – 0 (4-5 dtr) | Marek Dupnica     |

## Ottavi di finale
| Squadra 1            | Risultato   | Squadra 2         |
| -------------------- | ----------- | ----------------- |
| 20/21 febbraio 1976  |             |                   |
| Levski-Spartak Sofia | 3 – 1       | Dunav Ruse        |
| Slivniški Geroj      | 1 – 0       | Pirin Blagoevgrad |
| Slavia Sofia         | 3 – 1       | Hebăr Pazardžik   |
| Lokomotiv Sofia      | 1 – 0 (dts) | Marek Dupnica     |
| CSKA Sofia           | 3 – 0       | Bdin              |
| Akademik Sofia       | 5 – 0       | Dobrudža          |
| Botev Vraca          | 2 – 1 (dts) | Benkovski Isperih |
| Šumen                | 1 – 0       | Tundzha Yambol    |

## Quarti di finale
| Squadra 1            | Risultato       | Squadra 2       |
| -------------------- | --------------- | --------------- |
| 7 aprile 1976        |                 |                 |
| Levski-Spartak Sofia | 3 – 1           | Botev Vraca     |
| Lokomotiv Sofia      | 1 – 1 (4-3 dtr) | Šumen           |
| Akademik Sofia       | 1 – 1 (5-4 dtr) | Slavia Sofia    |
| CSKA Sofia           | 4 – 0           | Slivniški Geroj |

## Semifinali
| Squadra 1            | Risultato | Squadra 2       |
| -------------------- | --------- | --------------- |
| 18 maggio 1976       |           |                 |
| Levski-Spartak Sofia | 3 – 1     | Lokomotiv Sofia |
| 19 maggio 1976       |           |                 |
| CSKA Sofia           | 4 – 1     | Akademik Sofia  |

## Finale
| Arbitro: | Petar Nikolov |

|                                         |           |                                 |
| Yordanov 18’ Panov 21’ Cvetkov 93’ 100’ | Marcatori | 36’ Kolev 40’ Denev 94’ Goranov |